# Ornamin

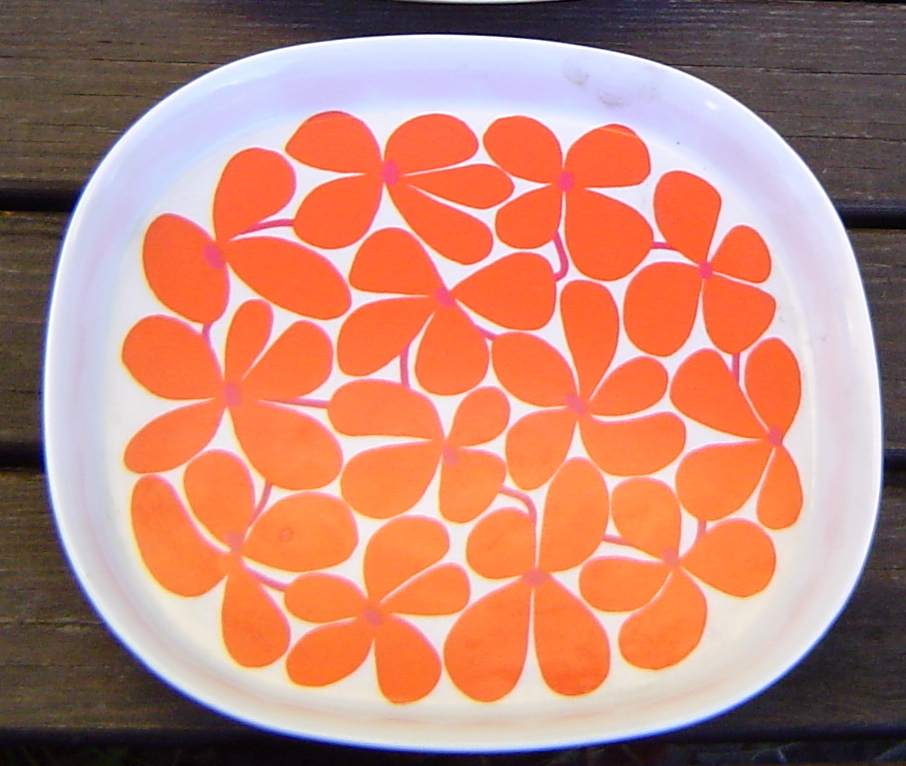
Ornamin plastplatta designad av Stig Lindberg (dekor: Balett, tillverkare: Gustavsberg, Sverige)

Ornamin är ett namn på dekorerad melaminplast, när materialet har använts för tillverkning av bruksvaror som till exempel muggar och skålar. På 1950-, 1960- och 1970-talen tillverkades hushållsprodukter av ornamin, designade av bland andra Stig Lindberg, på AB Gustavsberg.

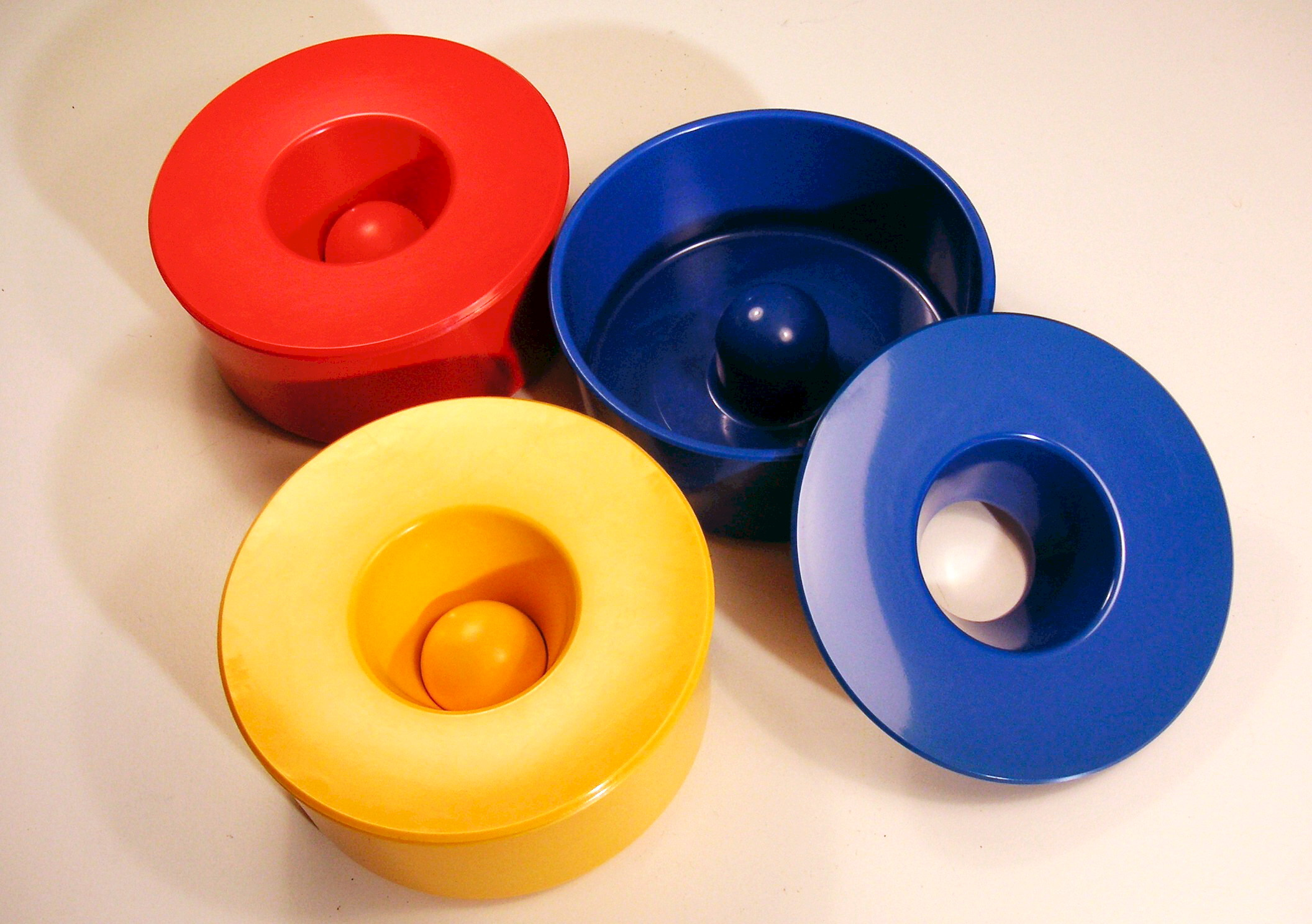
Askkoppen "kulan" från Gustavsberg, designad av Gunnar Larson
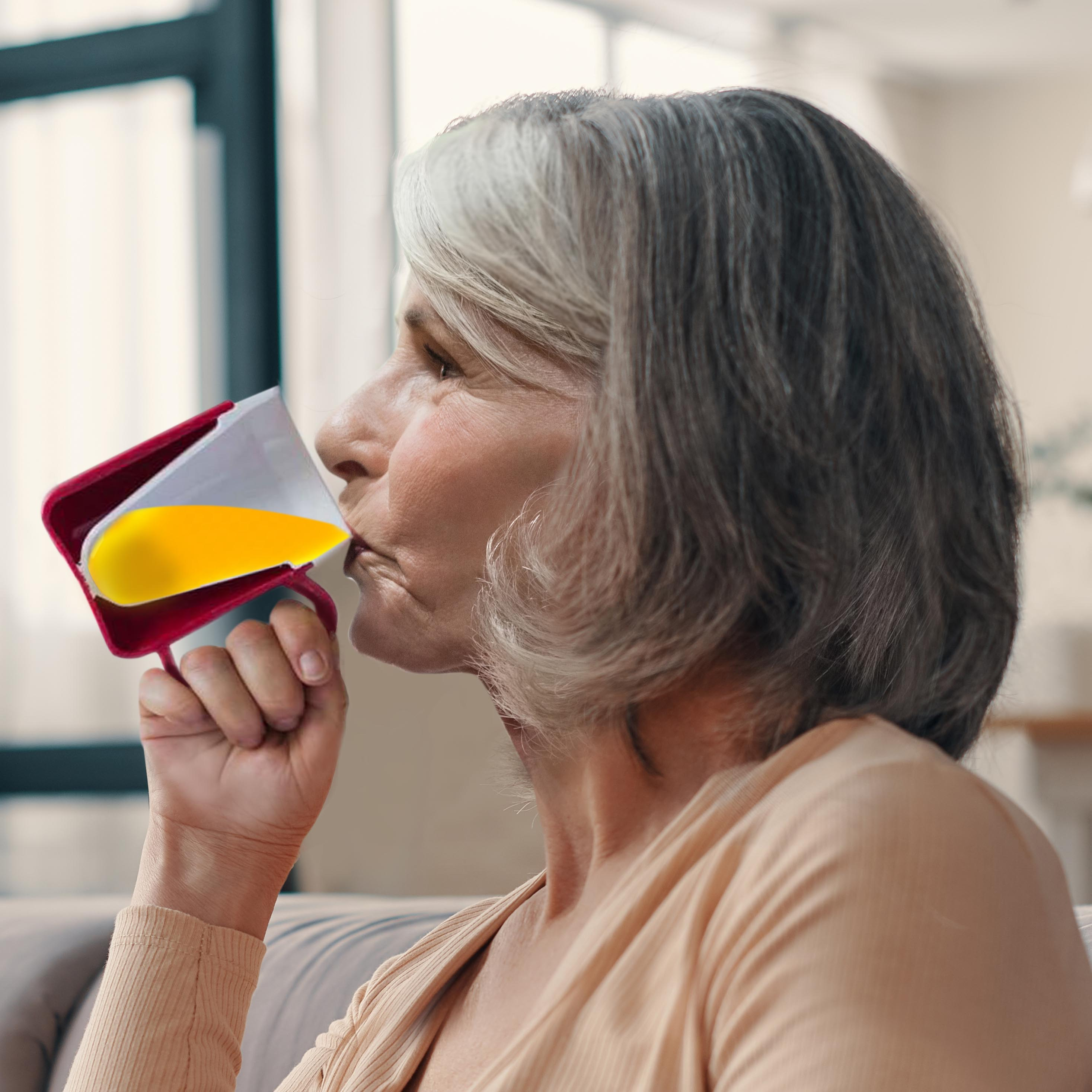
Tvärsnitt av en termoskopp i melamin